# 川越市立広谷小学校
川越市立広谷小学校（かわごえしりつ ひろやしょうがっこう）は、埼玉県川越市下広谷にある公立小学校。

## 沿革
- 1981年
  - 4月1日 - 川越市立名細小学校を分離して川越市立広谷小学校として開校
  - 6月20日 - 校章制定
- 1982年
  - 2月18日 - 校旗制定
  - 10月30日 - 開校記念日を11月2日に決定
- 1983年
  - 3月3日 - 校歌制定[1]

## 教育目標
- 心ゆたかな子
- 考える子
- たくましい子[2]

## 通学区域
- 天沼新田 - 一部
- 広谷新町 - 一部
- 栄 - 一部
- 下広谷 - 一部
- 竹野 - 一部
- 富士見 - 一部[3]